# Енеїда (фільм, 1991)
«Енеїда» — повнометражний анімаційний фільм за мотивами однойменної поеми Івана Котляревського зроблений на кіностудії «Укранімафільм» на замовлення Творчо-виробничого об'єднання «Союзтелефільм» та Міністерства культури України у 1991 році. Режисер — Володимир Дахно.
Україномовна версія фільму вперше демонструвалася на телеканалі УТ-1 у 1991 році.
Займає 39-у позицію у списку 100 найкращих фільмів в історії українського кіно.

## Історія створення
У 1988 році московська ТВО «Союзтелефільм» замовила у «Київнаукфільм» (попередник «Укранімафільму») повнометражний анімаційний фільм «Енеїда» за мотивами однойменної поеми Івана Котляревського. Творці мультфільму працювали над ним 3 роки й завершили його створення у 1991 році.
За словами художника-постановника Едуарда Кірича фільм складається з семи частин і кожна частина — з 14 тисяч малюнків. Крім того, за твердженням Кірича, він дуже пишається тим що ще у 1988 році, ще до відновлення незалежності України, в мультфільмі вже ним були намальовані кадри синьо-жовтого українського прапора.
За словами режисера стрічки Володимира Дахна, він не хотів робити «буквальну екранізацію» й створив фільм переважно саме «за мотивами» поеми Котляревського, по-своєму її переосмисливши та обігравши.

## Сюжет
Дрімучий рік до нашої ери. Троянська Січ. Мужні запорожці обороняють місто від набігу кровожерливих греків. Головнокомандувач Еней, кошовий отаман війська троянського отримує від Зевса телеграму з попередженням забратися з міста. Зевс, Венера й інші небожителі будуть йому заважати і допомагати, для них Еней буде ставати основою інтриг і задумів. Загалом, мультфільм є гумористичною оповідкою про те, як козак Еней пройшов довгий шлях, повний курйозних ситуацій, битв і дивовижних відкриттів, і в кінці заснував Римську Січ.

## У ролях
Як і в поемі, герої мультфільму не вимовляють свої промови. Іван Котляревський усі деталі оповіді описує від імені автора, режисер мультфільму доручив читання закадрового тексту акторові старої драматичної школи Андрію Подубинському.

## Творча команда
- Автор сценарію: Юрій Аліков
- Режисер: Володимир Дахно
- Художник-постановник: Едуард Кірич
- Композитор: Ігор Поклад
- Оператор: Анатолій Гаврилов
- Звукооператор: Віктор Груздєв
- Художники-аніматори: Олександр Лавров, Адольф Педан, В. Омельчук, Сергій Гізіла, Марина Медвідь, Микола Бондар, Андрій Карбовничий, Олена Касавіна, О. Коваленко, Людмила Ткачикова, Володимир Врублевський, Ніна Чурилова
- Художники-живописці: Н. Кращина, Л. Бурланенко, В. Кірич
- Асистенти: В. Рябкіна, О. Малова, Р. Лумельська, Віра Боженок, Ольга Раєнок
- Монтаж: Олег Педан
- Редактор: Світлана Куценко
- Директори знімальної групи: Борис Калашников, В'ячеслав Кілінський

## Поява україномовної версії
За твердженням директора організацій колективного управління майновими правами авторів аудіовізуальних творів «Гільдія авторів „Сяйво слов'ян“» та «Гільдія кінорежисерів „24/1“» росіянина українського походження Сергія Кулакова, україномовна версія стрічки була зроблена виключно з ініціативи режисера стрічки Володимира Дахна та літредактора фільму Тадеуша Павленка, оскільки оригінальне замовлення на стрічку від московського ТВО Союзтелефільм було лише на російськомовну версію стрічки. Відповідно, за твердженнями Кулакова у інтерв'ю газеті «Хрещатик» у серпні 2005 року, авторами-правовласниками україномовної версію стрічки є нібито виключно Дахно, Павленко та художник-постановник стрічки Едуард Кірич, і Кулаков стверджував що він не розуміє як права на фільм стали належати Мінкультури України та компанії «С-Класік».